# Plaiu (Talea), Prahova
Plaiu (mai vechi, Plăișoru) este un sat în comuna Talea din județul Prahova, Muntenia, România.
În 2011, satul avea 221  de locuitori.